# Дорога Каменных Быков
Дорога Каменных Быков (кит. упр. 石牛道, пиньинь Shíniú Dào, палл. шинюдао) — дорога через цепь гор Циньлин, отделяющую Сычуаньскую котловину от царства Цинь, по преданию, использованная циньцами для завоевания царства Шу в 316 г. до н. э.

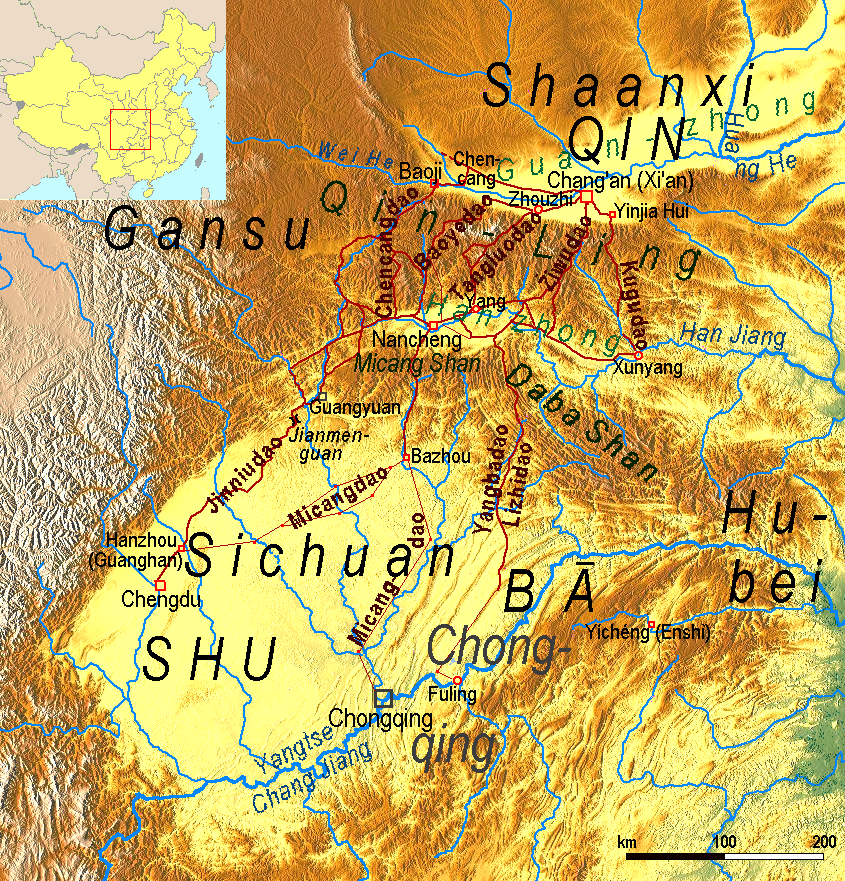
Дороги в Сычуаньскую котловину

## Легенда
В то время могущественное царство Цинь решило покорить обширное, но слабое в военном отношении царство Шу. Но границей между ними являлись высокие и неприступные горы Циньлин, через которые в то время не имелось никаких дорог. Из-за их отсутствия циньский правитель Хуэй-ван не мог послать свои войска по узким горным тропам.
Чтобы проложить дорогу, Хуэй-ван пошел на хитрость. Он приказал своим скульпторам соорудить пять каменных быков, выполнив их хвосты и зады из чистого золота. Потом он распустил слухи, что эти быки волшебные и что из-под них каждый день выгребают кучи золота.
Эти слухи дошли и до шуского князя. Он был очень жаден и захотел завладеть быками. Шуские послы передали просьбу князя Хуэй-вану, который был очень доволен и охотно согласился отдать каменных быков. Однако он сказал, что быки очень хрупкие и будет невозможно перетащить их через горы Циньлин, если через них не построить дорогу. Глупый и жадный шуский князь согласился на строительство дороги, чтобы заполучить желанных волшебных быков.
Когда эта Дорога каменных быков была построена, по ней циньская армия в 316 году до н. э. вторглась в Шу и легко завоевала его. Пытавшийся защищать свое владение шуский князь был разбит в нескольких сражениях, настигнут и убит циньскими захватчиками, поплатившись царством и самой жизнью за свою жадность и недальновидность.

## История
Для того, чтобы достичь Сычуаньскую долину из Цинь, надо перейти на юге через крутые горы Циньлин в бассейне реки Хань, а затем идти на юго-запад через горный хребет Дабашань в провинции Сычуань. Естественно, через эти горы имелись пешеходные тропы, но они были непригодны для передвижения больших масс войск. Кроме того, для перевозки дани и добычи требуется дорога, подходящая для повозок. На наиболее сложных участках пути требовалось построить специальные деревянные галереи. Для этого в скалах пробивали горизонтальные отверстия и вставляли в них бревна. Там, где это возможно, для поддержки внешних концов были размещены вертикальные бревна, и весь участок галереи был покрыт деревянным настилом. (В 1979 году китайские археологи обнаружили 56 горизонтальных и 190 вертикальных скважин в 22 различных местах.) Если царство Цинь в 316 до н. э. смогло внезапно вторгнуться в Шу, это означает, что дорога была построена до этого. Наиболее сложная северная часть пути находилась на территории Цинь, в южной части в Шу и средней части в Ба, хотя точные границы государств того времени не совсем ясны. Большую часть расходов и техники должна была исходить из Цинь. С учетом того, что расстояние от долины Вэй в Чэнду составляет около 500 километров, то маловероятно, что при технологиях того времени вся дорога была построена сразу.
Историк отмечает, что «определение части маршрута дороги через горы Циньлин было предметом многолетних споров, наподобие тех, которые велись по поводу попыток определить путь Ганнибала через Альпы». По его мнению, часть дороги Циньлин соответствует современной Baoxie Plank Road. Он шел с юго-восточной части столицы Цинь города Юн, до протекающей севернее реки Се, через перевал к западу от горы Тайбай и юго-запад по реке Бао к Ханьчжуну на реке Хань. Оттуда он проходил на запад и юго-запад через горы Дабашань по проходу У Дэн («Пять силачей») и входил в Сычуаньскую котловину в Цзянь Мэнь («Ворота меча»). Этот маршрут соответствует современному шоссе Сиань-Чэнду. Историк считает, что «Дорогой каменных быков» являлся собственно участок к югу от гор Дабашань, хотя этот термин широко использовался применительно ко всему маршруту. Также существовала «старая дорога» («гу дао») к западу от участка Циньлин, которую Лю Бан использовал для его первоначального прорыва в долину реки Хань. Она, вероятно, приблизительно соответствует современному шоссе S210. После завоевания была также проложена «Дорога рисовых амбаров», который шла на юг от города Ханьчжун, а затем поворачивала на запад. Впоследствии с развитием провинции Сычуань там были проложены и другие дороги большей или меньшей степени важности.

## См.также
- Дороги Шу